# Олівет (Південна Дакота)
Олівет (англ. Olivet) — місто (англ. town) в США, в окрузі Гатчинсон штату Південна Дакота. Населення — 64 особи (2020).

## Географія
Олівет розташований за координатами 43°14′28″ пн. ш. 97°40′28″ зх. д. / 43.24111° пн. ш. 97.67444° зх. д. (43.241214, -97.674324).  За даними Бюро перепису населення США в 2010 році місто мало площу 0,39 км², уся площа — суходіл.

## Демографія
Згідно з переписом 2010 року, у місті мешкали 74 особи в 39 домогосподарствах у складі 27 родин. Густота населення становила 189 осіб/км².  Було 47 помешкань (120/км²).
Расовий склад населення:
| - 93,2 % — білих - 2,7 % — азіатів |

До двох чи більше рас належало 4,1 %. Частка іспаномовних становила 0,0 % від усіх жителів.
За віковим діапазоном населення розподілялося таким чином: 9,5 % — особи молодші 18 років, 56,7 % — особи у віці 18—64 років, 33,8 % — особи у віці 65 років та старші. Медіана віку мешканця становила 60,5 року. На 100 осіб жіночої статі у місті припадало 94,7 чоловіків;  на 100 жінок у віці від 18 років та старших — 103,0 чоловіків також старших 18 років.
Середній дохід на одне домашнє господарство  становив 35 919 доларів США (медіана — 34 375), а середній дохід на одну сім'ю — 35 518 доларів (медіана — 35 208). За межею бідності перебувало 1,9 % осіб, у тому числі 0,0 % дітей у віці до 18 років та 0,0 % осіб у віці 65 років та старших.
Цивільне працевлаштоване населення становило 20 осіб. Основні галузі зайнятості: освіта, охорона здоров'я та соціальна допомога — 30,0 %, мистецтво, розваги та відпочинок — 25,0 %, оптова торгівля — 10,0 %, роздрібна торгівля — 10,0 %.